# Mirafra rufa
Mirafra rufa е вид птица от семейство Чучулигови (Alaudidae).

## Разпространение
Видът е разпространен в Мали, Нигер, Судан и Чад.